# Волейбол на літніх Олімпійських іграх 2016 (кваліфікація, чоловіки)
Кваліфікація на чоловічий турнір з волейболу на літніх Олімпійських іграх 2016 проходила з 8 вересня 2015 по 5 червня 2016. Кваліфікувалось 12 команд, країна-господарка, переможець і фіналіст кубка світу, 5 переможців континентальних кваліфікаційних турнірів і чотири команди за результатами олімпійських кваліфікаційних турнірів.

## Система кваліфікації
Міжнародна федерація волейболу та її регіональні конфедерації організували відбіркові турніри, які визначили 11 учасників Олімпійських ігор. Збірна Бразилії, яка представляє країну-господарку, потрапила на змагання поза відбором.
Перші дві путівки на олімпійський турнір розіграні на Кубку світу в Японії. Наступним етапом відбору стали чотири континентальних турніри, переможці яких здобули право грати на Олімпіаді. Ще п'ять путівок у Ріо-де-Жанейро-2016 розіграно на турнірах Міжнародної федерації волейболу — світовому, суміщеному з азійським, та інтерконтинентальному.
| Турнір                                       | Дата                      | Місце проведення | Квота | Команди               |
| -------------------------------------------- | ------------------------- | ---------------- | ----- | --------------------- |
| Країна-господарка                            | —                         | —                | 1     | Бразилія              |
| Кубок світу                                  | 8 — 23 вересня 2015       | Японія           | 2     | США Італія            |
| Європейський кваліфікаційний турнір          | 5—10 січня 2016           | Берлін           | 1     | Росія                 |
| Південноамериканський кваліфікаційний турнір | 9—11 жовтня 2015          | Майкетія         | 1     | Аргентина             |
| Північноамериканський кваліфікаційний турнір | 8—10 січня 2016           | Едмонтон         | 1     | Куба                  |
| Африканський кваліфікаційний турнір          | 7—12 січня 2016           | Браззавіль       | 1     | Єгипет                |
| Азійський кваліфікаційний турнір             | 28 травня - 5 червня 2016 | Токіо            | 1     | Іран                  |
| Світовий кваліфікаційний турнір              | 28 травня - 5 червня 2016 | Токіо            | 3     | Польща Франція Канада |
| Інтерконтинентальний кваліфікаційний турнір  | 3—5 червня 2016           | Мехіко           | 1     | Мексика               |
| Загалом                                      |                           |                  | 12    |                       |

## Критерії визначення переможців
|  | Кваліфікувались на Олімпійські ігри 2016                |
|  | Кваліфікувались на світовий кваліфікаційних турнір 2016 |

## За однакової кількості очок
| Для всіх кваліфікаційних турнірів 1. Кількість виграних матчів 2. Матчеві очки 3. Співвідношення сетів 4. Співвідношення очок 5. Результат останнього матчу між командами, всі інші показники яких рівні Перемога в матчі 3–0 або 3–1: 3 матчевих очки переможцю, 0 матчевих очок команді, що програла Перемога в матчі 3–2: 2 матчевих очки переможцю, 1 матчеве очко команді, що програла | Лише для кваліфікаційного турніру Північної Америки 1. Кількість виграних матчів 2. Матчеві очки 3. Співвідношення очок 4. Співвідношення сетів 5. Результат останнього матчу між командами, всі інші показники яких рівні Перемога в матчі 3–0: 5 матчевих очок переможцю, 0 матчевих очок команді, що програла Перемога в матчі 3–1: 4 матчевих очки переможцю, 1 матчеве очко команді, що програла Перемога в матчі 3–2: 3 матчевих очки переможцю, 2 матчевих очка команді, що програла |

## Країна-господарка
Міжнародна федерація волейболу зарезервувала місце на Олімпіаді для країни-господарки.
- Бразилія

## Кубок світу 2015
З кубку світу 2015 на Олімпіаду кваліфікувались переможець і фіналіст.
- Місце:  Японія
- Дати: 8–23 вересня 2015 року

| Місце | Команда   |
| ----- | --------- |
| 1     | США       |
| 2     | Італія    |
| 3     | Польща    |
| 4     | Росія     |
| 5     | Аргентина |
| 6     | Японія    |
| 7     | Канада    |
| 8     | Іран      |
| 9     | Австралія |
| 10    | Єгипет    |
| 11    | Венесуела |
| 12    | Туніс     |

## Континентальні кваліфікаційні турніри

### Африка
Африканський олімпійський кваліфікаційний турнір

Команда-переможниця кваліфікувалась на Олімпійські ігри 2016. Друга і третя команди потрапили на #Світовий кваліфікаційний турнір.
- Місце:  Зала Генрі Еленде, Браззавіль, Конго
- Дати: 7–12 січня 2016

| Місце | Команда          |
| ----- | ---------------- |
| 1     | Єгипет           |
| 2     | Туніс            |
| 3     | Алжир            |
| 4     | Камерун          |
| 5     | Республіка Конго |
| 6     | ДР Конго         |
| 7     | Нігерія          |

### Азія і Океанія
Азійський олімпійський кваліфікаційний турнір

Азійський кваліфікаційний турнір проходив у рамках світового кваліфікаційного турніру. У ньому брала участь команда-господар і три перших місця у світовому рейтингу на 1 січня 2016 року. Кваліфікувалась команда-переможниця.

### Європа
Європейський кваліфікаційний турнір
Команда-переможниця кваліфікувалась на Олімпійські ігри 2016. Друга і третя команди потрапили на світовий кваліфікаційний турнір.
- Місце:  Спорткомплекс імені Макса Шмелінга, Берлін, Німеччина
- Дати: 5–10 січня 2016

| Місце | Команда   |
| ----- | --------- |
| 1     | Росія     |
| 2     | Франція   |
| 3     | Польща    |
| 4     | Німеччина |
| 5     | Сербія    |
| 6     | Болгарія  |
| 7     | Бельгія   |
| 8     | Фінляндія |

### Північна Америка
Олімпійський кваліфікаційний турнір NORCECA
 У цьому турнірі взяли участь чотири провідні команди з чемпіонату NORCECA 2015. Команда-переможниця кваліфікувалась на Олімпійські ігри 2016. Друга і третя команди потрапили на світовий кваліфікаційний турнір.
- Місце:  Спортивний центр Савіль, Едмонтон, Канада
- Дати: 8–10 січня 2016
- Гірський час (UTC−7).

|                | Матчі | Матчі | Очки | М'ячі | М'ячі | М'ячі | Сети | Сети | Сети  |
| В              | П     | В     | Очки | П     | В:П   | В     | П    | В:П  |       |
| -------------- | ----- | ----- | ---- | ----- | ----- | ----- | ---- | ---- | ----- |
| 1. Куба        | 3     | 0     | 15   | 233   | 190   | 1,226 | 9    | 0    | max   |
| 2. Канада      | 2     | 1     | 10   | 207   | 194   | 1,067 | 6    | 3    | 2,000 |
| 3. Мексика     | 1     | 2     | 3    | 224   | 258   | 0,868 | 3    | 8    | 0,375 |
| 4. Пуерто-Рико | 0     | 3     | 2    | 242   | 264   | 0,917 | 2    | 9    | 0,222 |

| Дата   | Час   |             | Рахунок |             | Сет 1 | Сет 2 | Сет 3 | Сет 4 | Сет 5 | Всього | Звіт |
| ------ | ----- | ----------- | ------- | ----------- | ----- | ----- | ----- | ----- | ----- | ------ | ---- |
| 8 січ  | 17:10 | Канада      | 3–0     | Мексика     | 25–19 | 25–23 | 25–16 |       |       | P2 P3  |      |
| 8 січ  | 19:10 | Куба        | 3–0     | Пуерто-Рико | 25–22 | 25–20 | 33–31 |       |       | P2 P3  |      |
| 9 січ  | 13:45 | Канада      | 3–0     | Пуерто-Рико | 25–16 | 25–22 | 25–23 |       |       | P2 P3  |      |
| 9 січ  | 16:10 | Мексика     | 0–3     | Куба        | 15–25 | 22–25 | 23–25 |       |       | P2 P3  |      |
| 10 січ | 17:10 | Пуерто-Рико | 2–3     | Мексика     | 25–23 | 25–16 | 24–26 | 24–26 | 10–15 | P2 P3  |      |
| 10 січ | 19:55 | Канада      | 0–3     | Куба        | 15–25 | 21–25 | 21–25 |       |       | P2 P3  |      |

### Південна Америка
Південноамериканський кваліфікаційний турнір

Команда-переможниця кваліфікувалась на Олімпійські ігри 2016. Друга і третя команди потрапили на світовий кваліфікаційний турнір.
- Місце:  Домо Хосе Марія Варгас, Майкетія, Венесуела
- Дати: 9–11 жовтня 2015
- Венесуельський стандартний час (UTC−4:30).

|              | Матчі | Матчі | Очки | Сети | Сети | Сети  | М'ячі | М'ячі | М'ячі |
| В            | П     | В     | Очки | П    | В:П  | В     | П     | В:П   |       |
| ------------ | ----- | ----- | ---- | ---- | ---- | ----- | ----- | ----- | ----- |
| 1. Аргентина | 3 (1) | 0 (0) | 8    | 9    | 2    | 4,500 | 264   | 192   | 1,375 |
| 2. Венесуела | 2 (1) | 1 (1) | 6    | 8    | 6    | 1,333 | 302   | 311   | 0,971 |
| 3. Чилі      | 1 (1) | 2 (1) | 3    | 5    | 8    | 0,625 | 287   | 299   | 0,960 |
| 4. Колумбія  | 0 (0) | 3 (1) | 1    | 3    | 9    | 0,333 | 254   | 306   | 0,830 |

| Дата   | Час   |           | Рахунок |           | Сет 1 | Сет 2 | Сет 3 | Сет 4 | Сет 5 | Всього | Звіт |
| ------ | ----- | --------- | ------- | --------- | ----- | ----- | ----- | ----- | ----- | ------ | ---- |
| 9 жов  | 16:00 | Аргентина | 3–0     | Колумбія  | 25–13 | 25–19 | 25–13 |       |       | Result |      |
| 9 жов  | 19:00 | Чилі      | 2–3     | Венесуела | 18–25 | 21–25 | 25–20 | 27–25 | 11–15 | Result |      |
| 10 жов | 16:00 | Аргентина | 3–0     | Чилі      | 25–22 | 25–17 | 25–19 |       |       | Result |      |
| 10 жов | 19:00 | Венесуела | 3–1     | Колумбія  | 25–19 | 25–22 | 23–25 | 31–29 |       | Result |      |
| 11 жов | 16:00 | Колумбія  | 2–3     | Чилі      | 36–34 | 20–25 | 18–25 | 30–28 | 10–15 | Result |      |
| 11 жов | 19:00 | Венесуела | 2–3     | Аргентина | 12–25 | 25–22 | 12–25 | 27–25 | 12–15 | Result |      |

## Світовий кваліфікаційний турнір
Світовий кваліфікаційний турнір

Відбулось 2 турніри, на яких визначились решта 5 місць на Олімпійських іграх. Лише команди, які ще не кваліфікувались на вищезазначених турнірах, могли брати в них участь. У цих двох турнірах взяло участь 12 команд: Японія як господар першого турніру, три азійські команди з найвищим рейтингом станом на 1 січня 2016 року і 2-ге та 3-тє місця в континентальних кваліфікаційних турнірах. У рамках першого турніру проходив також відбір від Азії. З другого турніру, який проходив у Мексиці і складався з чотирьох команд, вийшла лише одна команда
| 1-й турнір                         | 1-й турнір      | 1-й турнір                           | 1-й турнір      | 2-й турнір                           | 2-й турнір      |
| Кваліфікація                       | Кваліфікувались | Кваліфікація                         | Кваліфікувались | Кваліфікація                         | Кваліфікувались |
| ---------------------------------- | --------------- | ------------------------------------ | --------------- | ------------------------------------ | --------------- |
| Команда-господарка                 | Японія          | Європейський КТ                      | Франція         | Африканський КТ                      | Туніс           |
| Команди Азії за світовим рейтингом | Іран            | Європейський КТ                      | Польща          | Африканський КТ                      | Алжир           |
| Команди Азії за світовим рейтингом | Австралія       | 2-ге місце північноамериканського КТ | Канада          | 3-тє місце північноамериканського КТ | Мексика         |
| Команди Азії за світовим рейтингом | КНР             | 2-ге місце південноамериканського КТ | Венесуела       | 3-тє місце південноамериканського КТ | Чилі            |

### 1-й турнір
- Місце:  Токійський палац спорту, Токіо, Японія
- Дати: 28 травня – 5 червня 2016
- Японський стандартний час (UTC+9).

|              | Матчі | Матчі | Очки | Сети | Сети | Сети  | М'ячі | М'ячі | М'ячі |
| В            | П     | В     | Очки | П    | В:П  | В     | П     | В:П   |       |
| ------------ | ----- | ----- | ---- | ---- | ---- | ----- | ----- | ----- | ----- |
| 1. Польща    | 6 (3) | 1 (0) | 15   | 19   | 9    | 2,111 | 639   | 584   | 1,094 |
| 2. Іран      | 6 (3) | 1 (0) | 15   | 18   | 11   | 1,636 | 668   | 637   | 1,049 |
| 3. Франція   | 5 (1) | 2 (1) | 15   | 17   | 10   | 1,700 | 637   | 571   | 1,116 |
| 4. Канада    | 4 (2) | 3 (2) | 12   | 16   | 14   | 1,143 | 654   | 640   | 1,022 |
| 5. Австралія | 3 (0) | 4 (1) | 10   | 12   | 14   | 0,857 | 599   | 612   | 0,979 |
| 6. КНР       | 2 (0) | 5 (3) | 9    | 14   | 15   | 0,933 | 627   | 635   | 0,987 |
| 7. Японія    | 2 (0) | 5 (0) | 6    | 8    | 16   | 0,500 | 547   | 573   | 0,955 |
| 8. Венесуела | 0 (0) | 7 (2) | 2    | 6    | 21   | 0,286 | 524   | 643   | 0,815 |

| Дата   | Час   |           | Рахунок |           | Сет 1 | Сет 2 | Сет 3 | Сет 4 | Сет 5 | Всього | Звіт |
| ------ | ----- | --------- | ------- | --------- | ----- | ----- | ----- | ----- | ----- | ------ | ---- |
| 28 тра | 10:10 | Іран      | 3–0     | Австралія | 25–19 | 25–17 | 25–18 |       |       | P2 P3  |      |
| 28 тра | 12:55 | КНР       | 1–3     | Франція   | 13–25 | 25–22 | 23–25 | 21–25 |       | P2 P3  |      |
| 28 тра | 15:40 | Польща    | 3–2     | Канада    | 25–18 | 17–25 | 25–21 | 18–25 | 15–9  | P2 P3  |      |
| 28 тра | 19:20 | Японія    | 3–1     | Венесуела | 26–28 | 25–20 | 25–19 | 25–19 |       | P2 P3  |      |
| 29 тра | 10:10 | Канада    | 2–3     | Іран      | 29–27 | 25–19 | 20–25 | 21–25 | 14–16 | P2 P3  |      |
| 29 тра | 13:15 | Венесуела | 1–3     | Австралія | 25–19 | 20–25 | 10–25 | 19–25 |       | P2 P3  |      |
| 29 тра | 15:40 | Франція   | 2–3     | Польща    | 25–22 | 25–13 | 29–31 | 17–25 | 12–15 | P2 P3  |      |
| 29 тра | 19:15 | Японія    | 0–3     | КНР       | 20–25 | 22–25 | 23–25 |       |       | P2 P3  |      |
| 31 тра | 10:10 | Австралія | 2–3     | Канада    | 19–25 | 26–24 | 25–20 | 27–29 | 11–15 | P2 P3  |      |
| 31 тра | 12:55 | КНР       | 3–0     | Венесуела | 25–16 | 25–18 | 25–15 |       |       | P2 P3  |      |
| 31 тра | 15:40 | Іран      | 0–3     | Франція   | 20–25 | 18–25 | 22–25 |       |       | P2 P3  |      |
| 31 тра | 19:20 | Польща    | 3–0     | Японія    | 25–22 | 25–16 | 25–23 |       |       | P2 P3  |      |
| 1 чер  | 10:10 | Венесуела | 0–3     | Канада    | 20–25 | 20–25 | 25–27 |       |       | P2 P3  |      |
| 1 чер  | 12:55 | Франція   | 3–1     | Австралія | 25–22 | 25–18 | 16–25 | 44–42 |       | P2 P3  |      |
| 1 чер  | 15:40 | КНР       | 2–3     | Польща    | 28–26 | 25–20 | 16–25 | 17–25 | 10–15 | P2 P3  |      |
| 1 чер  | 19:15 | Японія    | 1–3     | Іран      | 20–25 | 25–19 | 22–25 | 25–27 |       | P2 P3  |      |
| 2 чер  | 10:10 | Канада    | 0–3     | Франція   | 17–25 | 17–25 | 16–25 |       |       | P2 P3  |      |
| 2 чер  | 12:55 | Іран      | 3–2     | КНР       | 26–24 | 22–25 | 25–19 | 17–25 | 18–16 | P2 P3  |      |
| 2 чер  | 15:40 | Польща    | 3–0     | Венесуела | 25–21 | 25–17 | 25–18 |       |       | P2 P3  |      |
| 2 чер  | 19:20 | Австралія | 3–0     | Японія    | 25–23 | 25–19 | 29–27 |       |       | P2 P3  |      |
| 4 чер  | 10:10 | КНР       | 1–3     | Австралія | 23–25 | 22–25 | 25–20 | 24–26 |       | P2 P3  |      |
| 4 чер  | 12:55 | Венесуела | 2–3     | Франція   | 21–25 | 25–23 | 11–25 | 25–20 | 9–15  | P2 P3  |      |
| 4 чер  | 15:40 | Польща    | 1–3     | Іран      | 20–25 | 18–25 | 25–20 | 32–34 |       | P2 P3  |      |
| 4 чер  | 19:15 | Японія    | 1–3     | Канада    | 25–23 | 19–25 | 21–25 | 19–25 |       | P2 P3  |      |
| 5 чер  | 10:10 | Іран      | 3–2     | Венесуела | 25–23 | 27–29 | 21–25 | 25–18 | 15–8  | P2 P3  |      |
| 5 чер  | 12:55 | Канада    | 3–2     | КНР       | 25–16 | 20–25 | 24–26 | 25–20 | 15–9  | P2 P3  |      |
| 5 чер  | 15:40 | Австралія | 0–3     | Польща    | 21–25 | 15–25 | 25–27 |       |       | P2 P3  |      |
| 5 чер  | 19:20 | Франція   | 0–3     | Японія    | 18–25 | 23–25 | 23–25 |       |       | P2 P3  |      |

### 2-й турнір (міжконтинентальний)
- Місце:  Олімпійський спортзал імені Хуана де ля Баррери, Мехіко, Мексика
- Дати: 3–5 червня 2016
- Час (UTC−5).

|            | Матчі | Матчі | Очки | Сети | Сети | Сети  | М'ячі | М'ячі | М'ячі |
| В          | П     | В     | Очки | П    | В:П  | В     | П     | В:П   |       |
| ---------- | ----- | ----- | ---- | ---- | ---- | ----- | ----- | ----- | ----- |
| 1. Мексика | 2 (0) | 1 (1) | 7    | 8    | 4    | 2,000 | 286   | 260   | 1,100 |
| 2. Чилі    | 2 (0) | 1 (0) | 6    | 7    | 4    | 1,750 | 263   | 245   | 1,073 |
| 3. Туніс   | 2 (1) | 1 (0) | 5    | 6    | 6    | 1,000 | 273   | 273   | 1,000 |
| 4. Алжир   | 0 (0) | 3 (0) | 0    | 2    | 9    | 0,222 | 227   | 271   | 0,838 |

| Дата  | Час   |         | Рахунок |       | Сет 1 | Сет 2 | Сет 3 | Сет 4 | Сет 5 | Всього | Звіт |
| ----- | ----- | ------- | ------- | ----- | ----- | ----- | ----- | ----- | ----- | ------ | ---- |
| 3 чер | 18:00 | Чилі    | 3–0     | Туніс | 25–21 | 25–21 | 25–21 |       |       | P2 P3  |      |
| 3 чер | 20:30 | Мексика | 3–0     | Алжир | 25–21 | 25–16 | 25–21 |       |       | P2 P3  |      |
| 4 чер | 18:00 | Туніс   | 3–1     | Алжир | 25–14 | 22–25 | 26–24 | 25–21 |       | P2 P3  |      |
| 4 чер | 20:30 | Мексика | 3–1     | Чилі  | 22–25 | 25–21 | 25–22 | 25–22 |       | P2 P3  |      |
| 5 чер | 18:00 | Алжир   | 1–3     | Чилі  | 25–23 | 18–25 | 19–25 | 23–25 |       | P2 P3  |      |
| 5 чер | 20:30 | Мексика | 2–3     | Туніс | 25–23 | 23–25 | 23–25 | 25–19 | 18–20 | P2 P3  |      |